# Aurel Zahan
Aurel Zahan (Bucarest, 8 agosto 1938 – 2010) è stato un pallanuotista rumeno.
Ha fatto parte del Romania che ha partecipato al torneo di pallanuoto ai Giochi di Melbourne 1956, di Roma 1960 e di Tokyo 1964.